# Sinagoga de Valencia de Alcántara

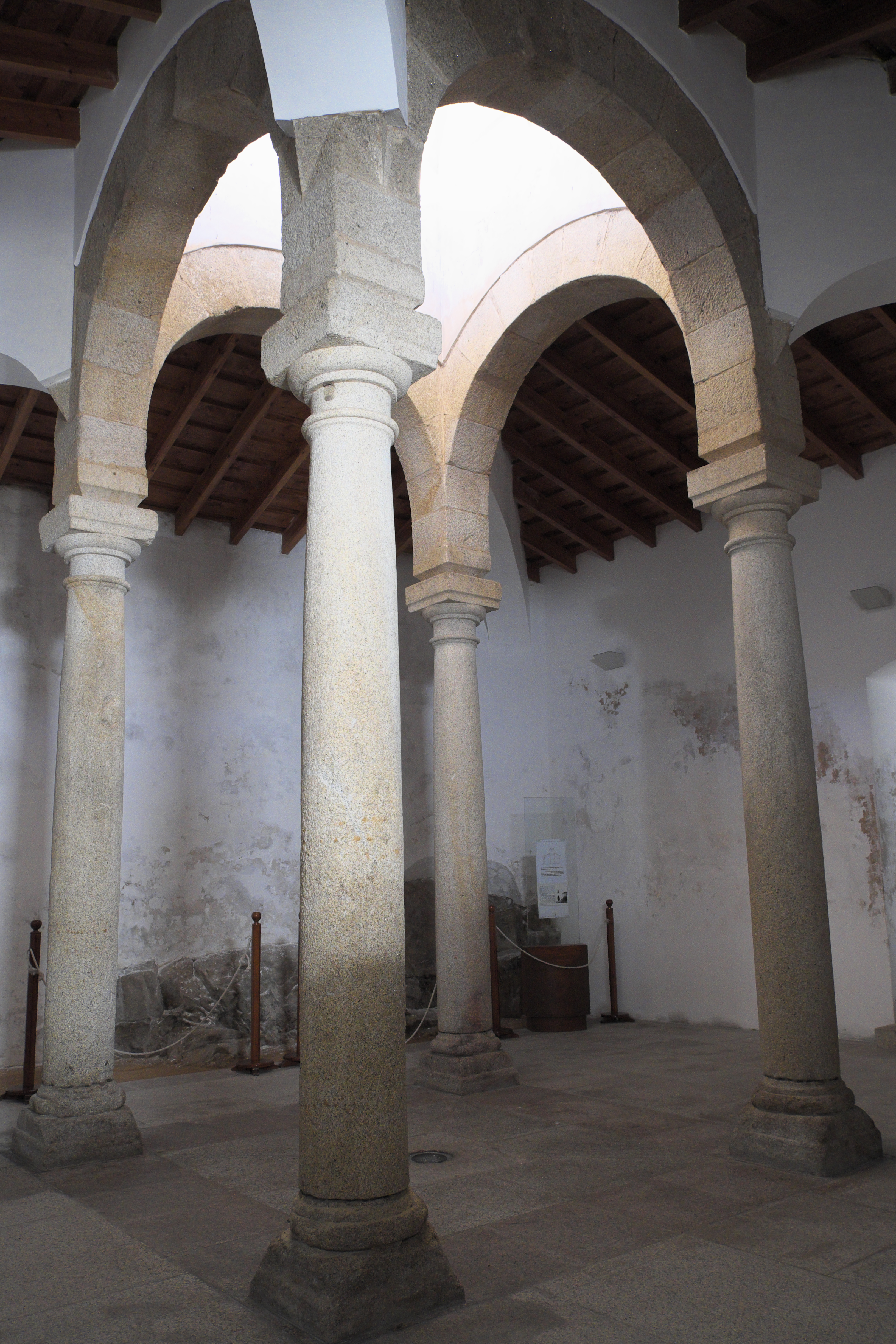
Interior

La sinagoga de Valencia de Alcántara, en la provincia española de Cáceres, es un edificio construido probablemente en los siglos XIV-XV. Construido originalmente como sinagoga, fue profanado en el siglo XVII. El edificio se encuentra en la intersección de las calles Gasca y Pocito, en el centro del Barrio judío-gótico, la judería de Valencia de Alcántara. El nombre de la calle Pocito recuerda al pozo de la Mikve que tiene cada sinagoga para las abluciones, que se hacen con agua.

## Historia
Después de la Expulsión de los Judíos de España en 1492, se profanó la sinagoga, usándose como matadero, por lo que la inscripción MATADERO aparece inscrita en la piedra del arco de la puerta. 

## Arquitectura
El edificio está construido siguiendo el modelo de las sinagogas de los judíos sefardíes, y presenta grandes similitudes con la Sinagoga de Tomar de Portugal. La sinagoga de Valencia de Alcántara está construida en planta cuadrada, con cuatro columnas de granito en el centro de arcos de medio punto conectados entre sí. El techo es de madera. Los cuatro pilares podrían haber servido para delimitar la Bimah. Fustes lisos de anillo, capiteles sin adorno y timbrado de imposta.
En el lado este sigue siendo visible la áspera superficie de la roca sobre la que se construye la sinagoga. Posiblemente se deba a la tradición de algunas sinagogas de vincularse, en conmemoración de la destrucción del Templo de Salomón, a una parte de la pared sin revocar.
Los dos portales septentrionales originales están ahora tapiados.